# 村上さなえ
村上　さなえ（むらかみ さなえ、1960年3月4日 -）は、日本の女性占星家、エッセイスト。東京都出身。
フリーの編集者から、占星家に。「自己再発見」をテーマにしたカウンセリング・スタイルやセミナーが特徴。
クライアントには、アーティスト、女優などが多い。

## 著作
- 30歳からの星占い（2016）論創社
- 決定版女性のためのエンディングノート（2014年）学研パブリッシング
- ヴィーナスのルール（2010年）ディスカヴァー21
- 自分の「幸せ」を見つける“星座”の本（2008年）三笠書房
- タフな女のつくり方（2005年）小学館
- 心理占星術２ クリエイティブな理論と実践（2014年）イースト・プレス　(ノエル・ティル著　石塚隆一訳　編集）
- 心理占星術 コンサルテーションの世界（2011年）イースト・プレス　(ノエル・ティル著　石塚隆一監訳　共著）